# رومان جينجيخاشفيلي
رومان جينجيخاشفيلي Roman Dzindzichashvili (ولد في 5 مايو 1944) لاعب شطرنج جورجي يحمل لقب أستاذ كبير.

## حياته
- ولد في تبليسي في جورجيا إحدى جمهوريات الاتحاد السوفييتي السابق، من عائلة يهودية. وهاجر إلى إسرائيل عام 1976. ثم رحل إلى الولايات المتحدة عام 1979.

## إنجازات
- فاز ببطولة الاتحاد السوفييتي للشباب عام 1962.
- فاز بدورة لون باين للشطرنج عام 1980.
- فاز ببطولة الولايات المتحدة للشطرنج مرتين عام 1983 و1989.

## ألقاب
- نال لقب أستاذ دولي عام 1970، ولقب أستاذ كبير عام 1977.

## نشاط
- عرف بكتاباته النظرية في الشطرنج، وعمل مدرباً. ومن بين تلاميذه الأستاذ الكبير غاتا كامسكي ويوجين بيريلشتاين.

## روابط خارجية
- رومان جينجيخاشفيلي على موقع IMDb (الإنجليزية)
- رومان جينجيخاشفيلي على موقع الاتحاد الدولي للشطرنج (الإنجليزية)
- رومان جينجيخاشفيلي على موقع مباريات الشطرنج (الإنجليزية)
- رومان جينجيخاشفيلي على موقع 365Chess.com (الإنجليزية)
- رومان جينجيخاشفيلي على موقع Chesstempo.com (الإنجليزية)
- رومان جينجيخاشفيلي على موقع الاتحاد الأمريكي للشطرنج (الإنجليزية)
- رومان جينجيخاشفيلي سجل أولمبياد الشطرنج على موقع OlimpBase.org (الإنجليزية)